# St. Georg (Chemnitz-Rabenstein)

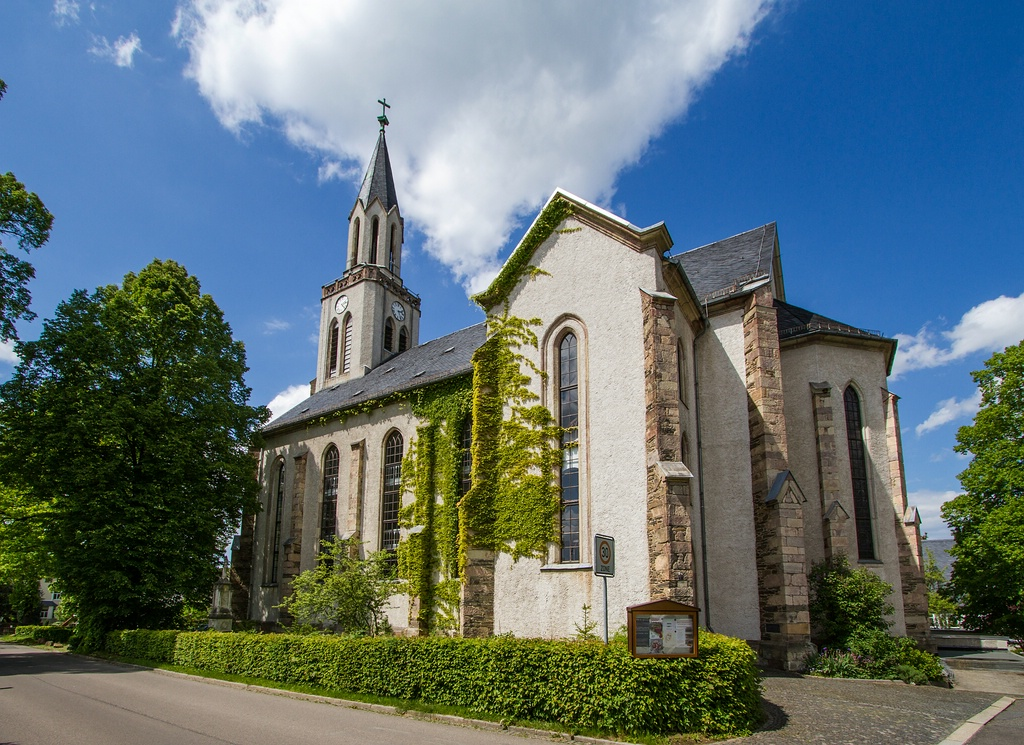
Chemnitz-Rabenstein, Kirche St. Georg

Die evangelisch-lutherische Pfarrkirche St. Georg ist ein neogotisches Kirchengebäude im Stadtteil Rabenstein der Großstadt Chemnitz. Im Jahr 1852 wurde die alte St.-Georgs-Kirche abgebrochen und bis 1854 die neue Kirche gebaut. Sie war damals die erste neogotische Kirche in Mittelsachsen. Sie ist ein geschütztes Kulturdenkmal und auf der Liste der Kulturdenkmale in Chemnitz-Rabenstein mit der Nr. 09204971 verzeichnet.

## Kirche St. Georg
Zur Kirche am Georgenkirchweg 2, die in den Jahren von 1852 bis 1854 erbaut wurde, gehören als geschütztes Kulturdenkmal noch folgende Teile: der ehemalige Kirchhof, die Einfriedungsmauer, die Stützmauer an der Kirche, drei Gedenkbäume und ein Kriegerdenkmal für die Gefallenen des Deutsch-Französischen Krieges 1870/1871. Der Kirchenbau steht in erhöhter, ortsbildprägender Situation. Es ist ein qualitätvoller neogotischer Bau mit hohem Westturm und markanten Strebepfeilern aus Porphyr und Schiefer, ein bedeutender sächsischer Kirchenbau der frühen Neogotik.
An der Südseite des Langhauses steht ein ebenfalls neogotischer Gedenkstein zur Erinnerung an die Gefallenen des Krieges von 1870/1871. Das Kriegerdenkmal – bezeichnet mit 1875 – ist ein Monument im Andenken an die Opfer dieses letzten deutschen Einigungskriegs.
1929 fand eine Erneuerung der Kirche statt, dabei wurde auch die Orgel umgebaut. Die zweite Renovierung der Kirche erfolgte in den Jahren von 1982 bis 1992. Erst im Jahr 2016 bekam St. Georg drei neue Bronzeglocken, die in Innsbruck gegossen wurden. Sie tragen die Namen Glaube, Hoffnung und Liebe. Dazu musste der Turm einer Sanierung unterzogen werden.
Das Ensemble ist baugeschichtlich und künstlerisch von Bedeutung, hat aber auch das Ortsbild mitgeprägt und ist geschichtlich von Bedeutung.

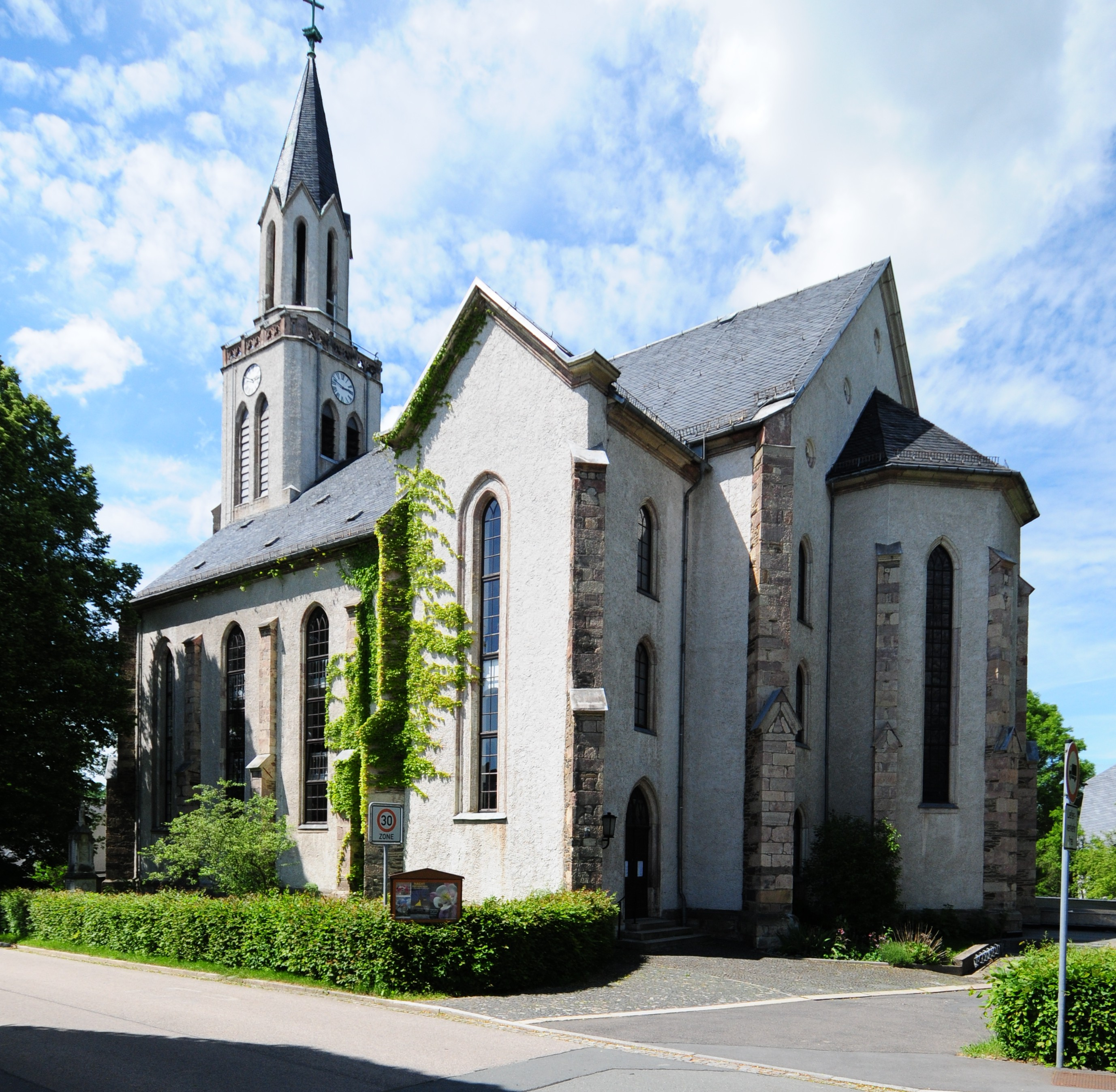
St. Georg schräg von vorn
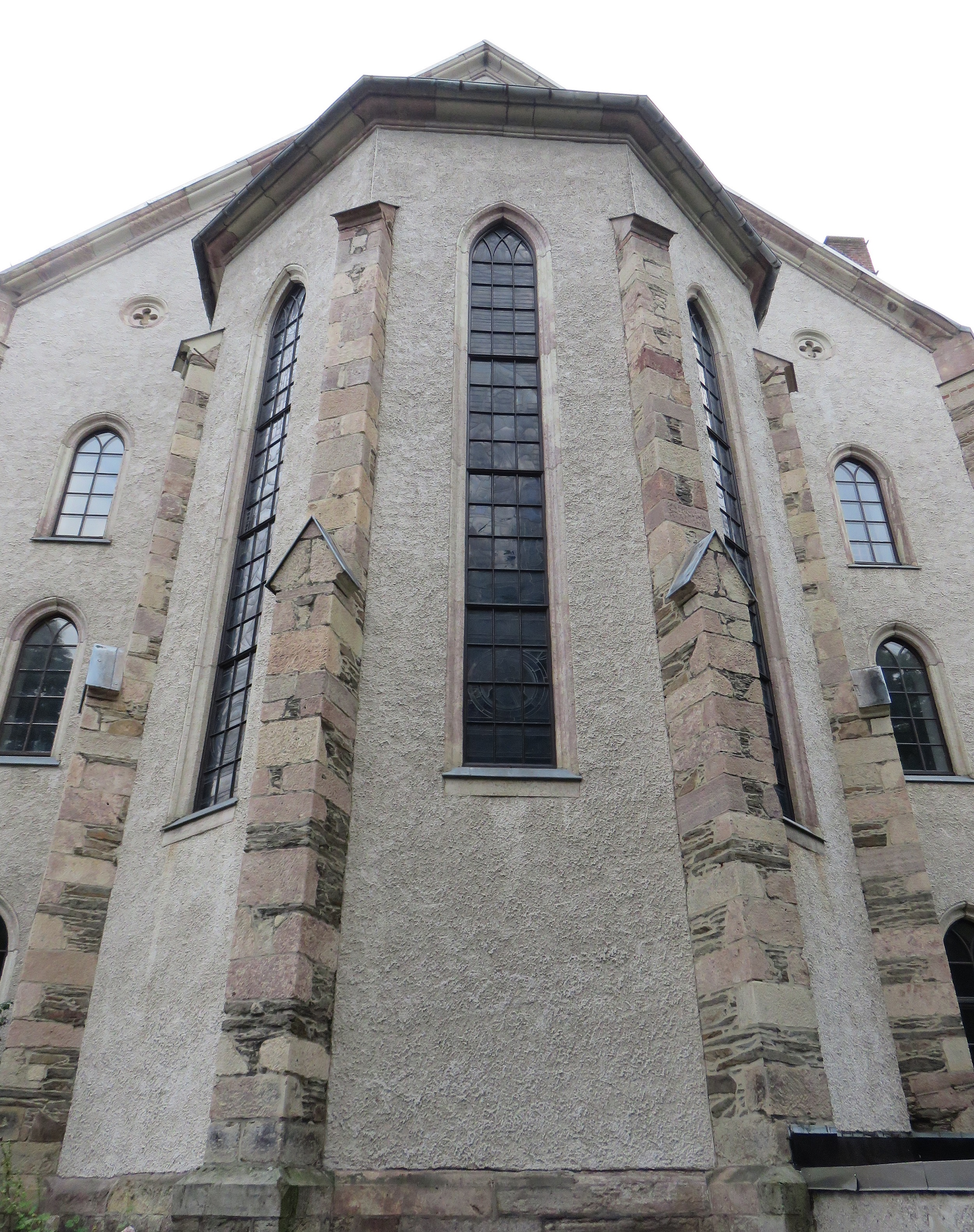
Chor der Kirche
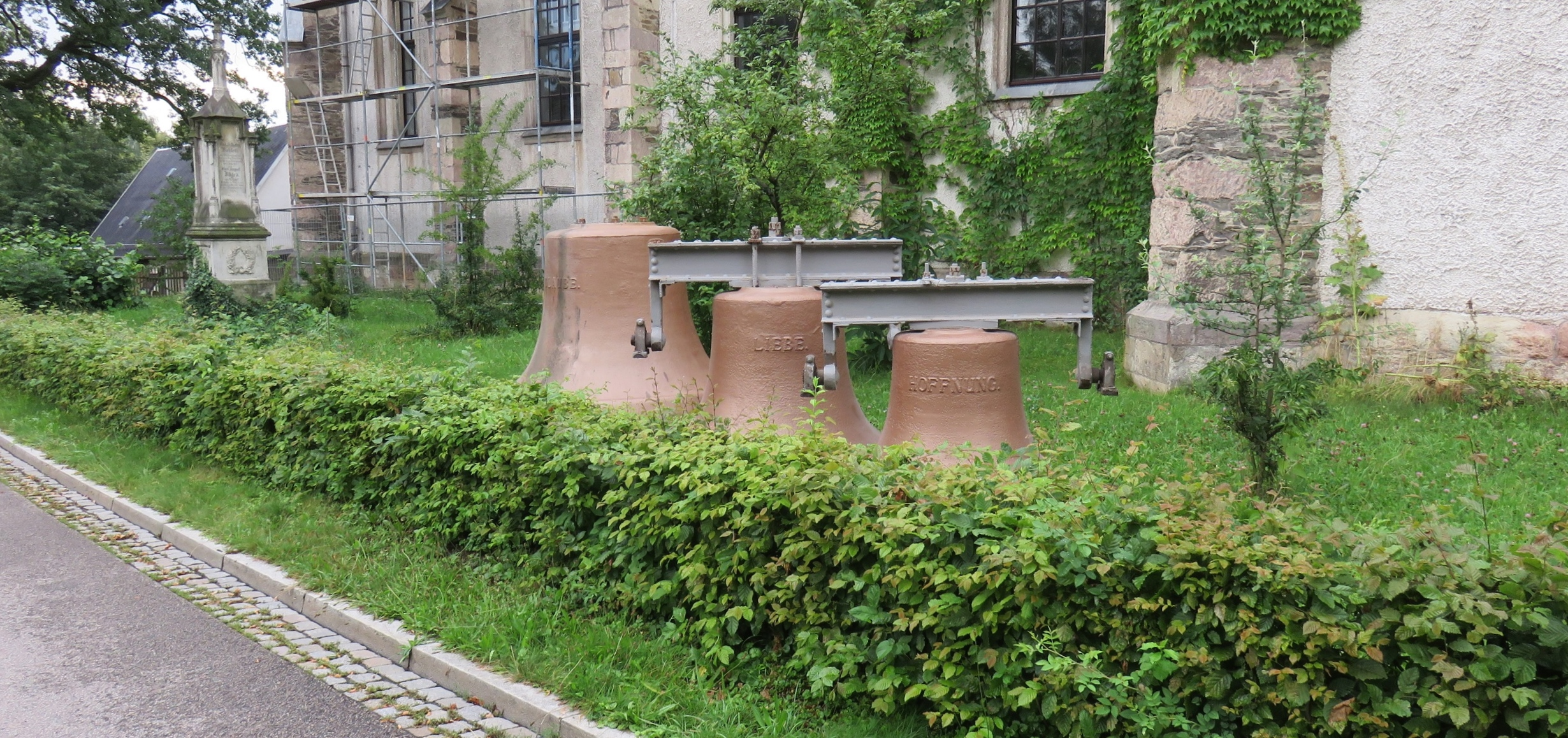
Die neuen Bronzeglocken im Sommer 2016
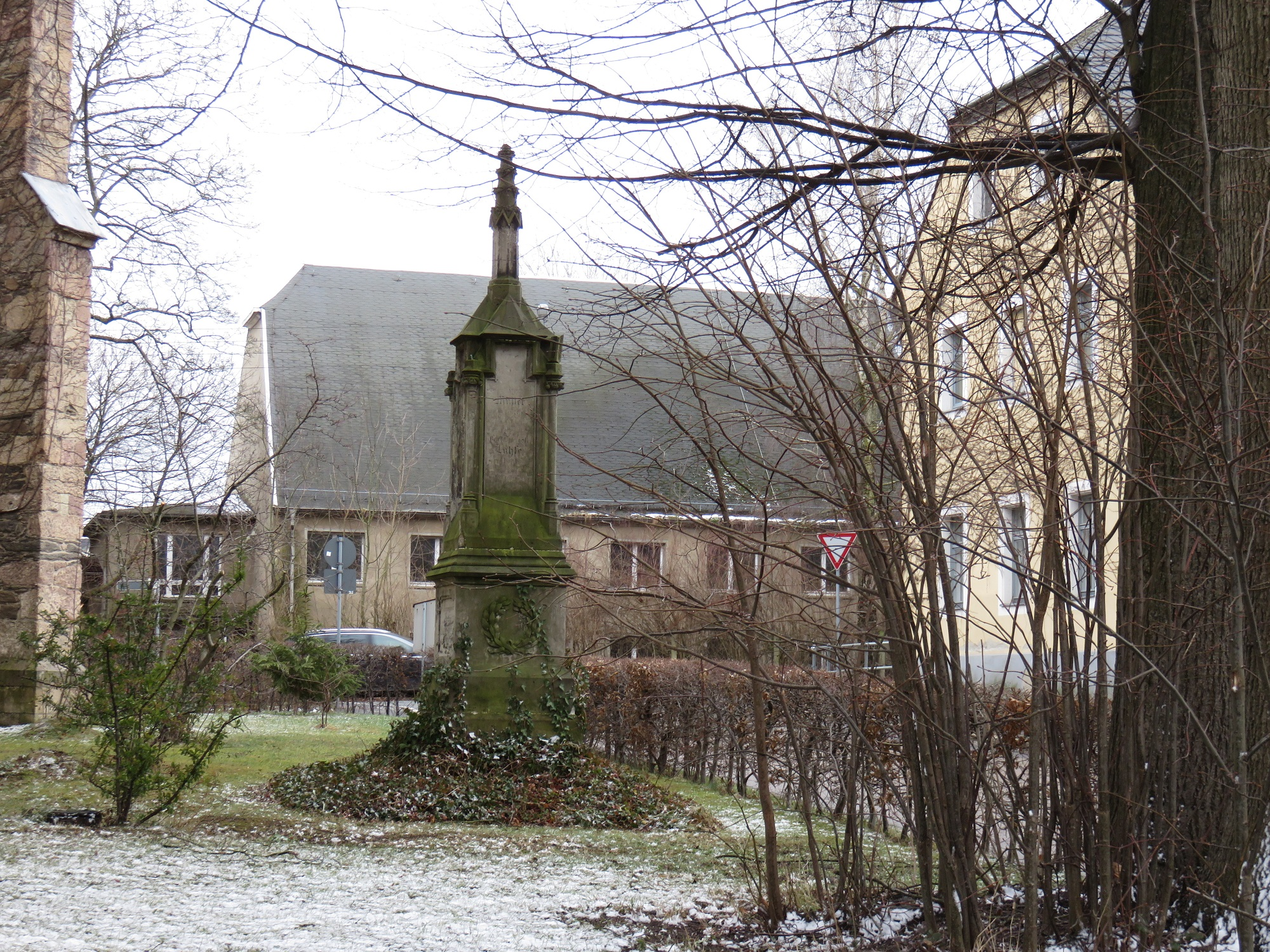
Kriegerdenkmal von der Seite
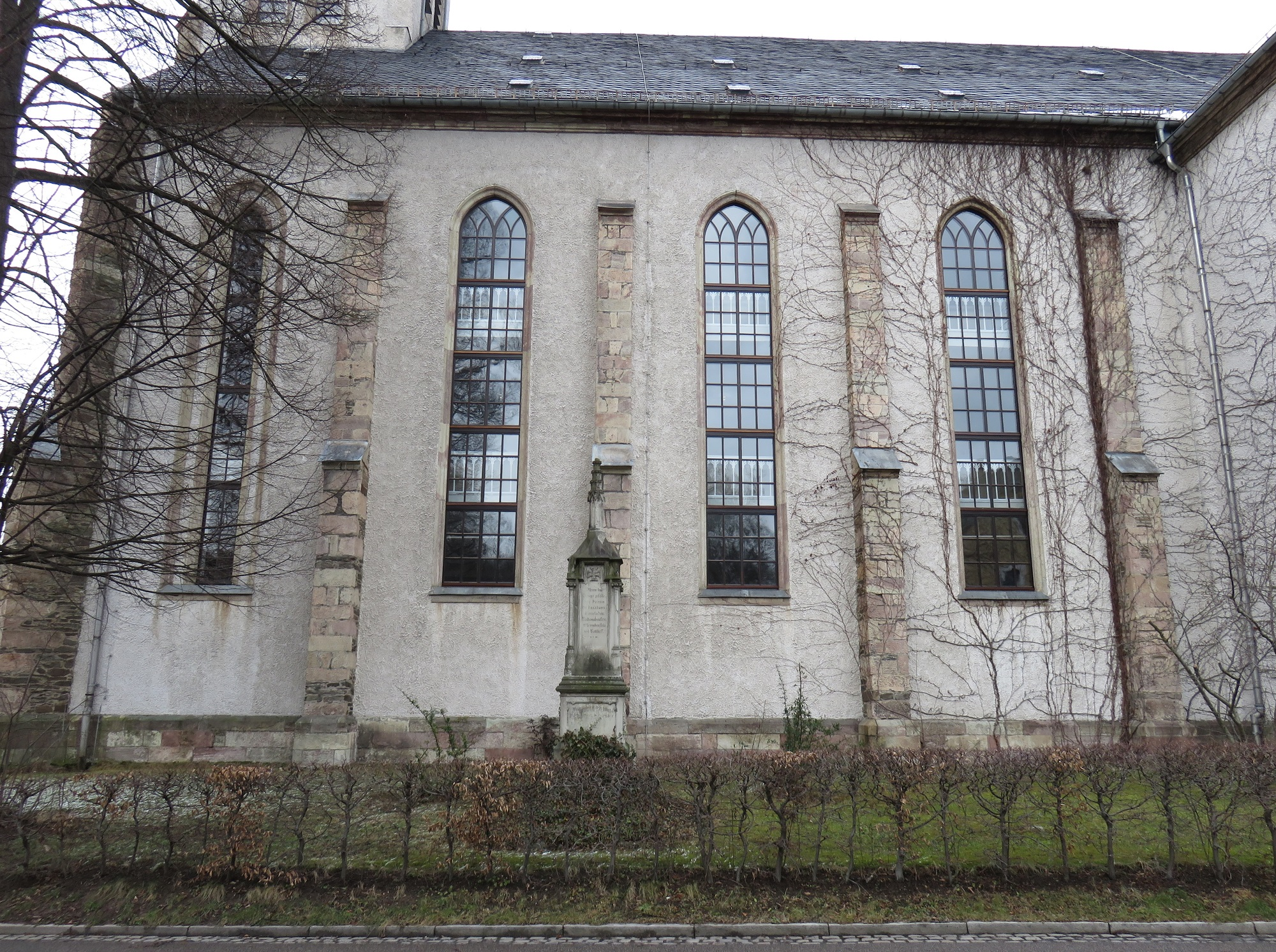
Kriegerdenkmal außen am Langhaus
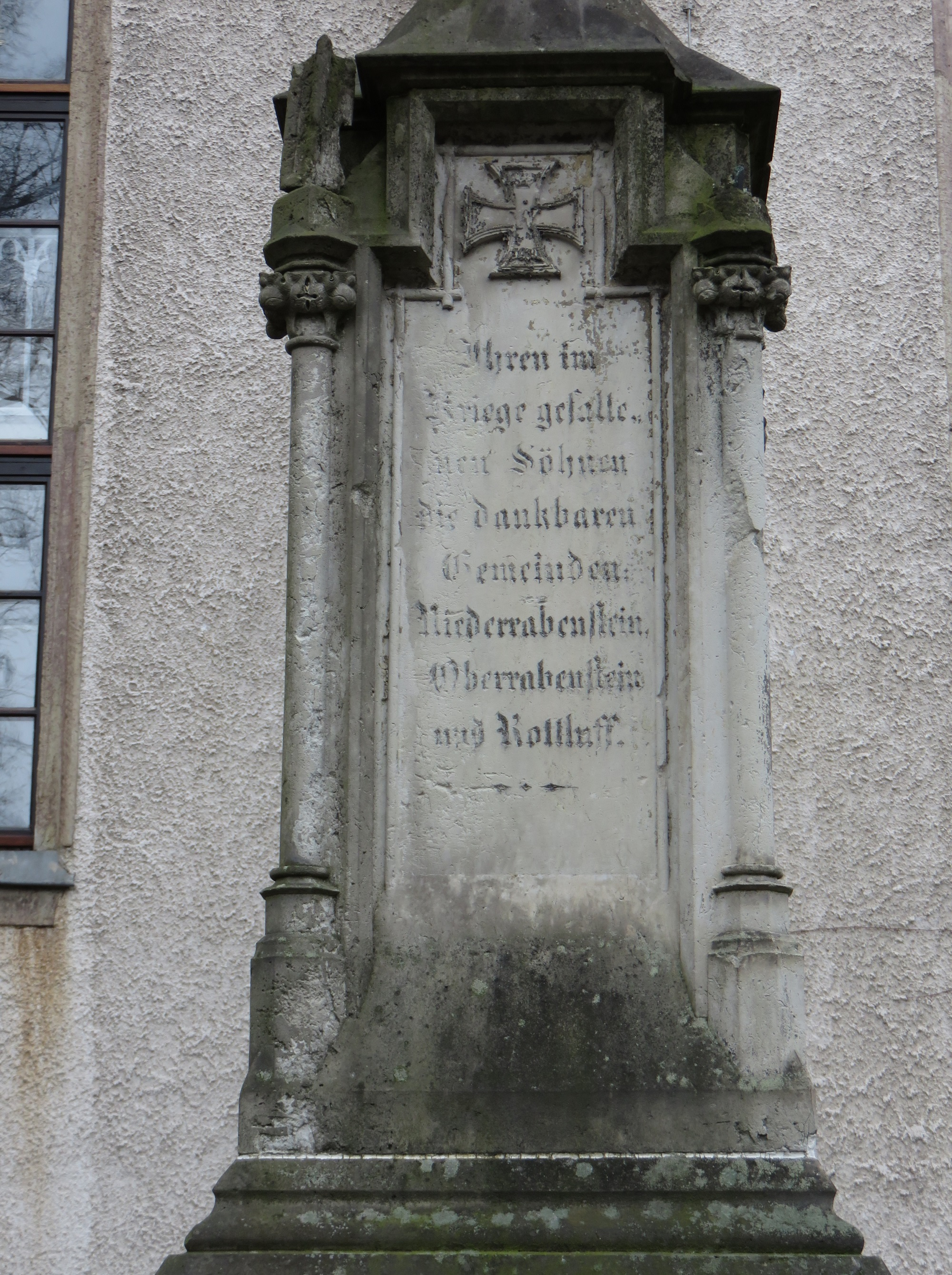
Schriftteil des Kriegerdenkmals
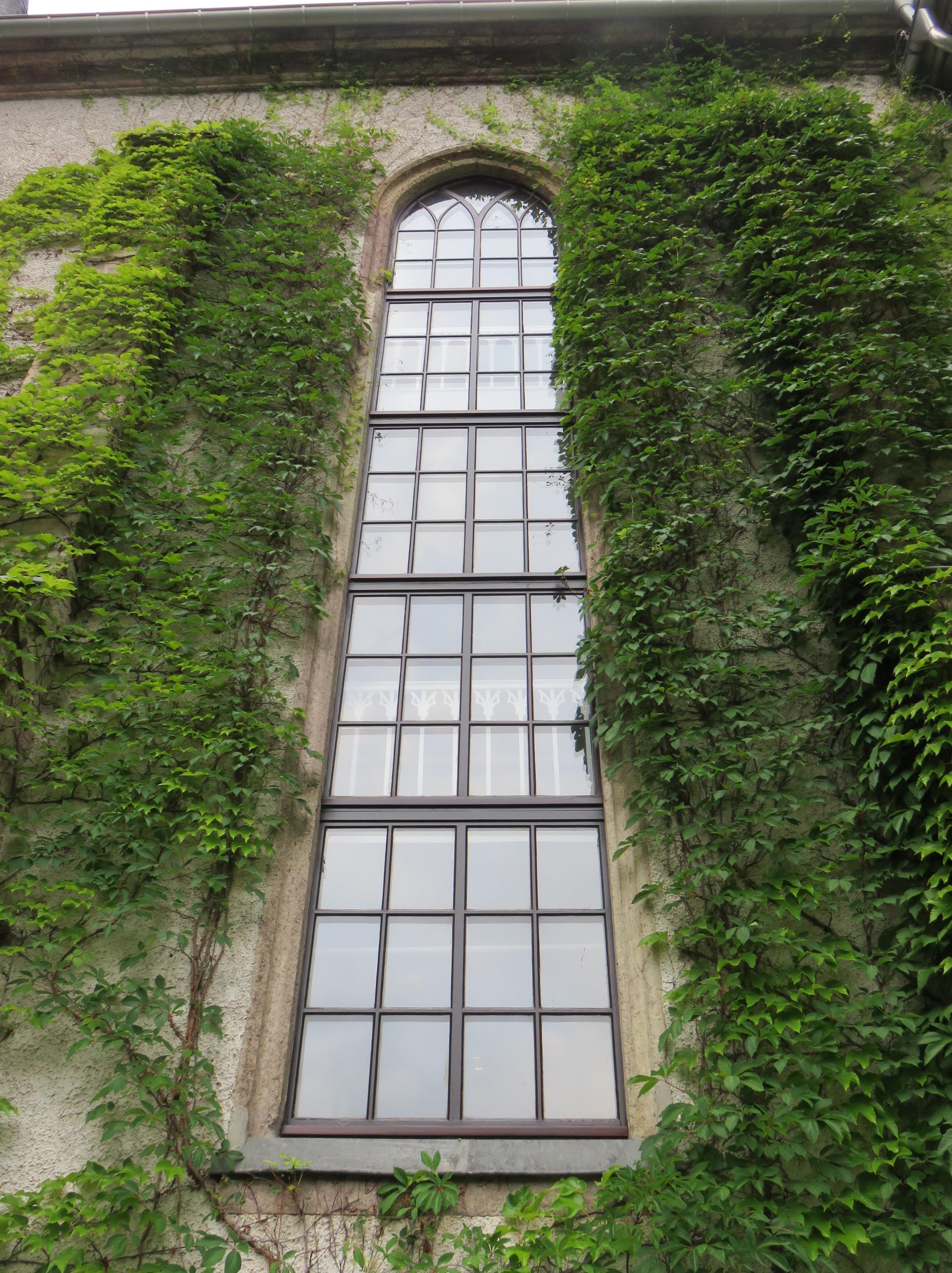
Kirchenfenster von St. Georg
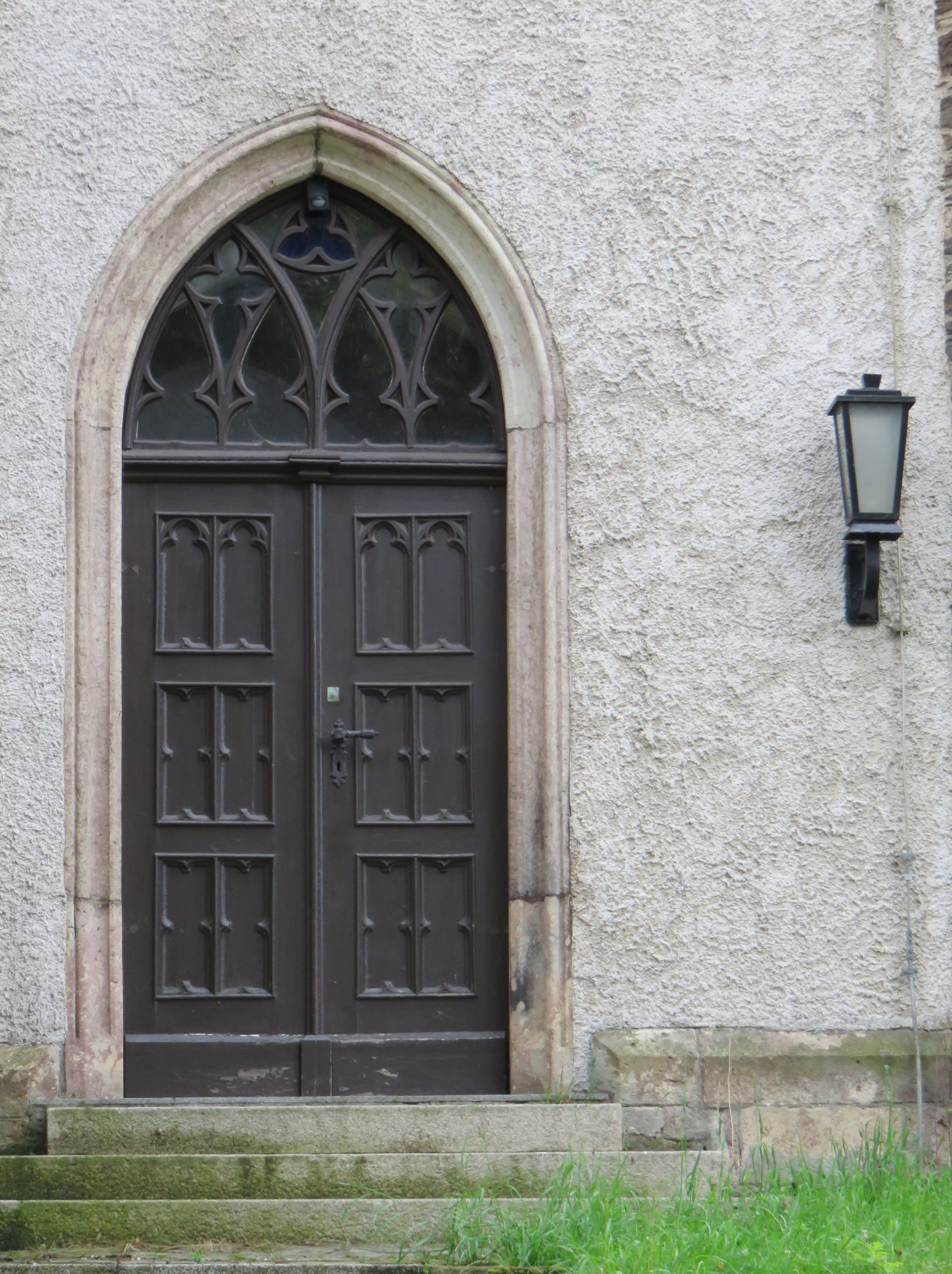
Tür in der Kirche
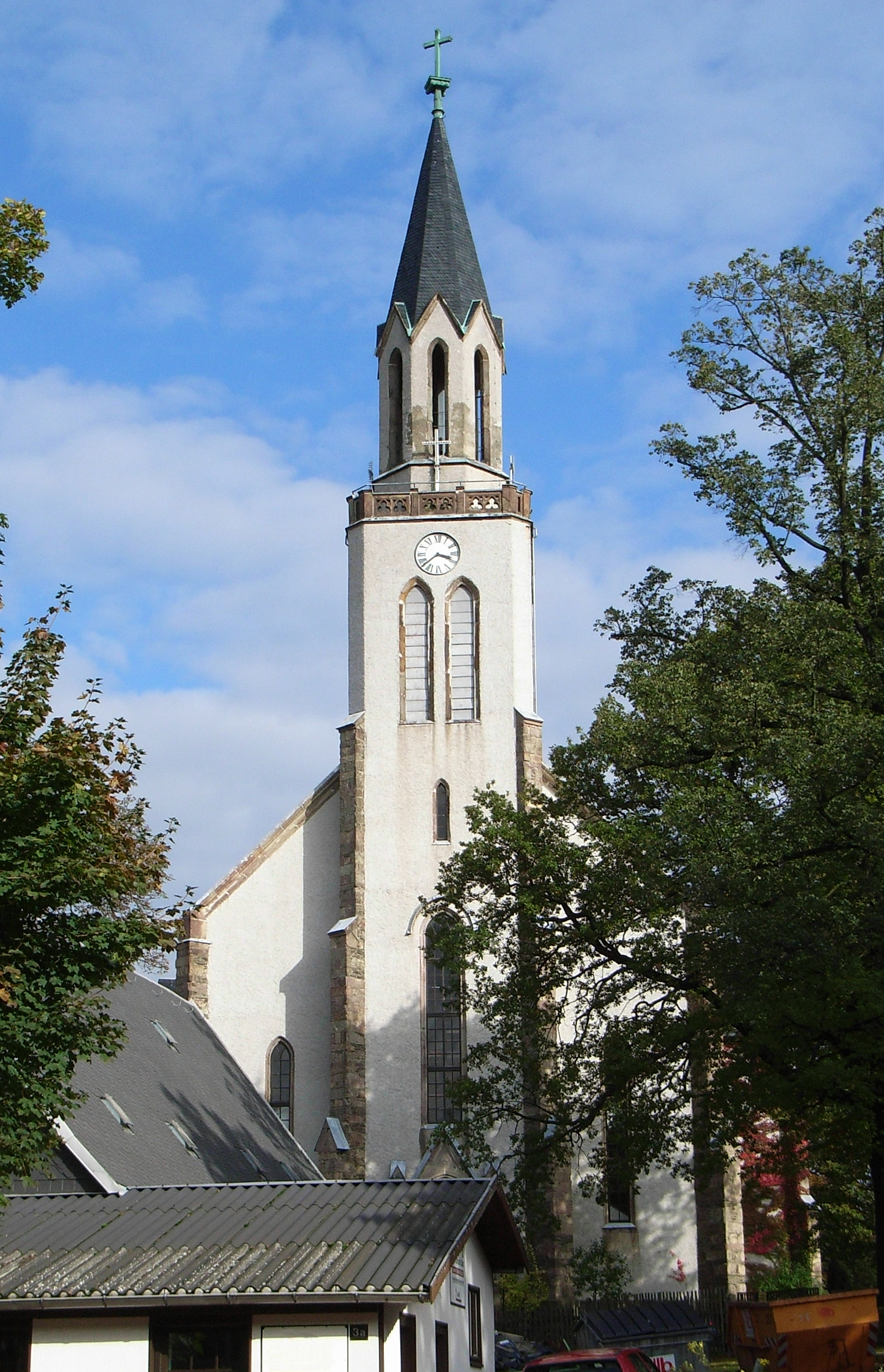
Turm der Kirche
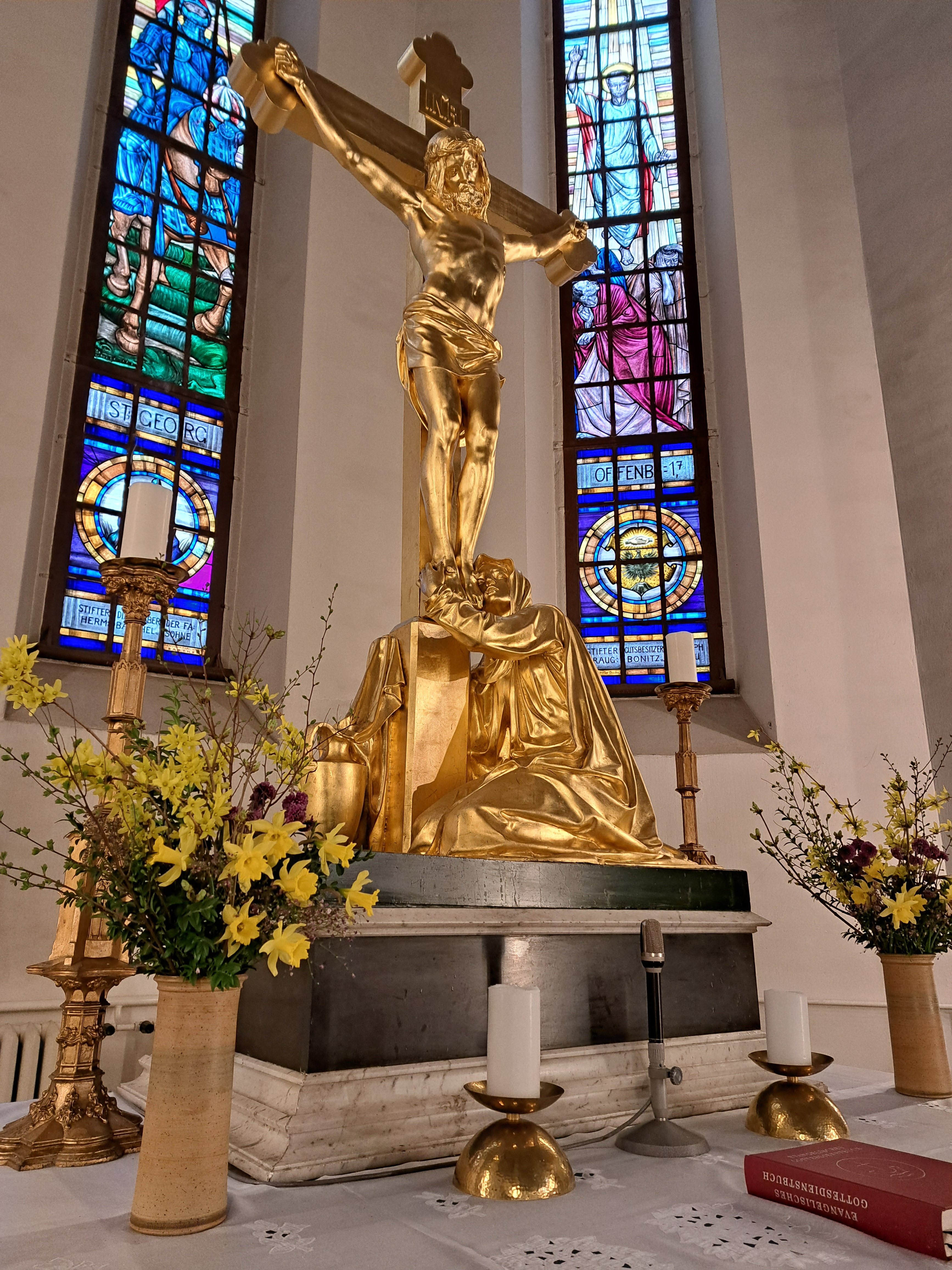
Altarbild von Ernst Rietschel

## Friedenseichen
In der Nähe der Kirche stehen auch drei große Friedensbäume, die als Kulturdenkmale geschützt sind.

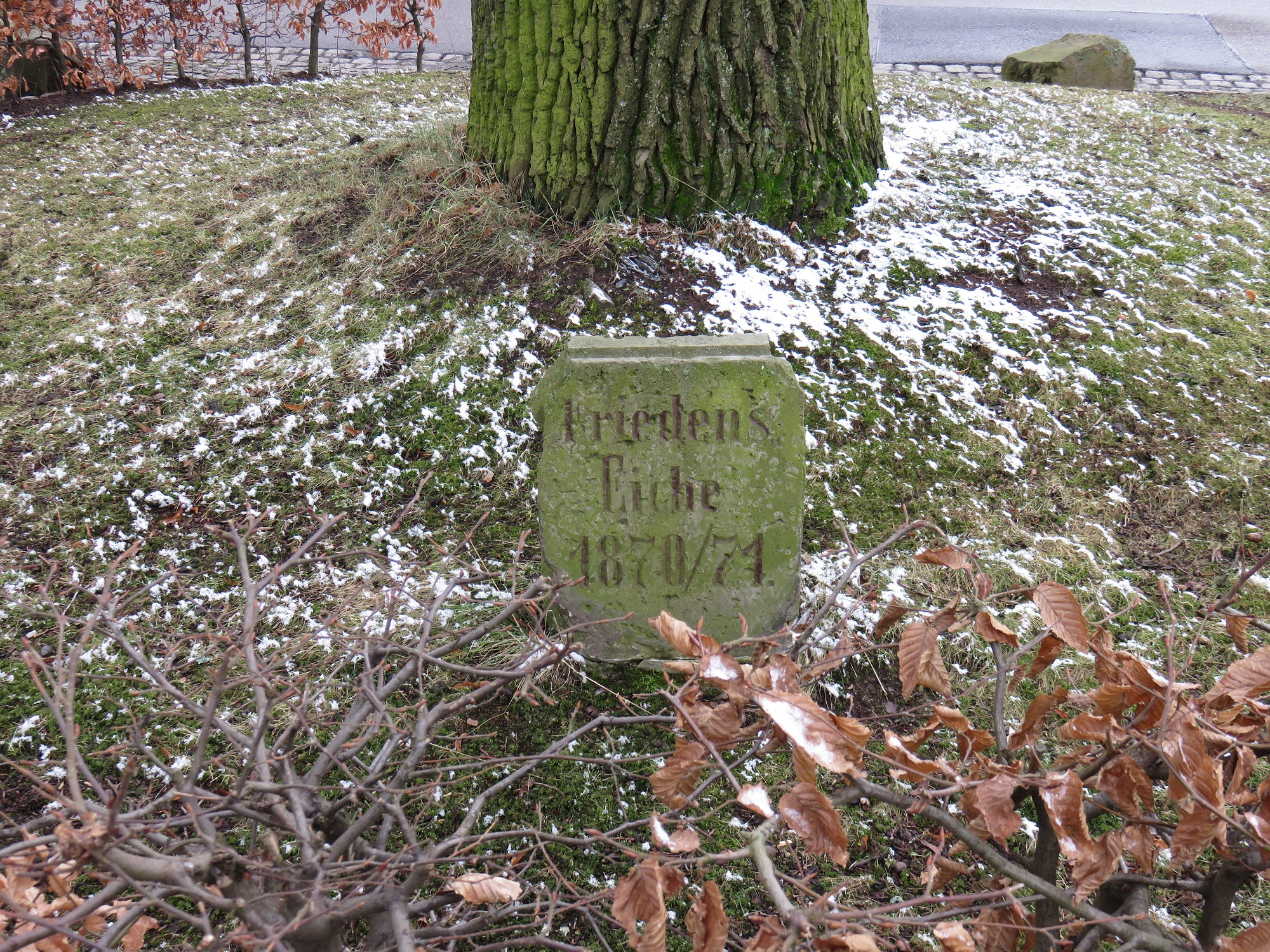
Schild an einer Friedenseiche
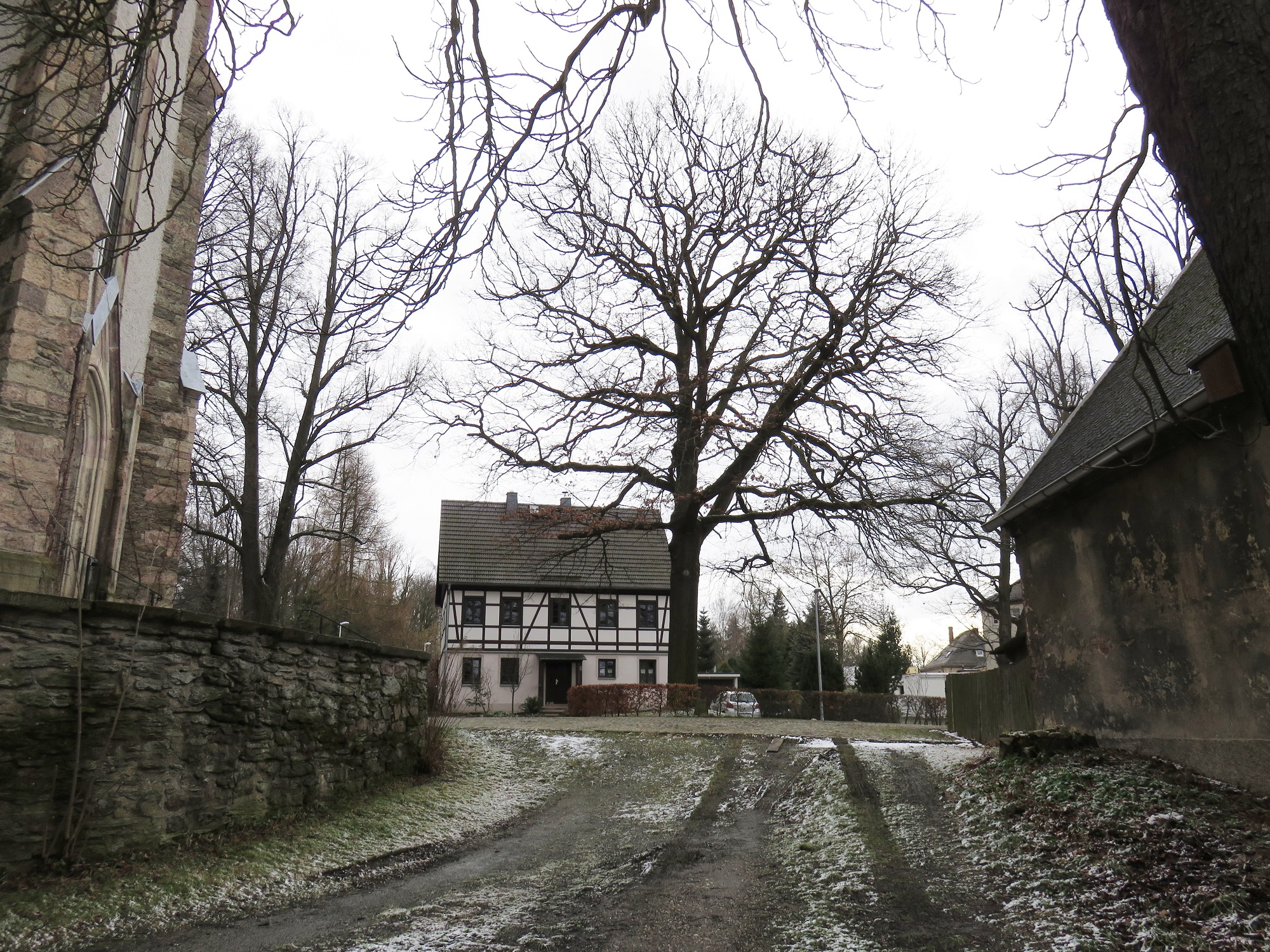
Drei Gedenkbäume an der Kirche
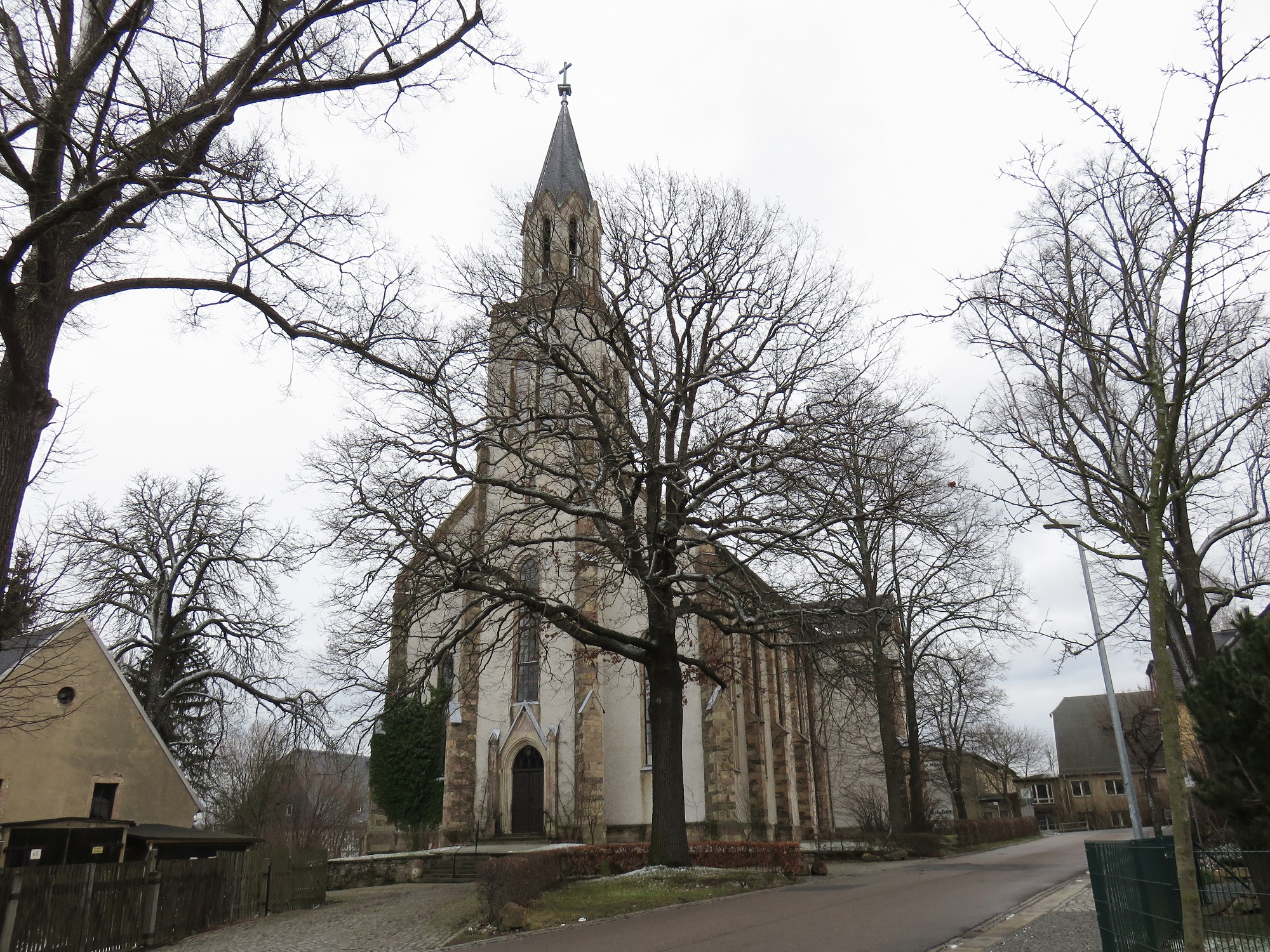
Gedenkbäume mit Kirche

## Pfarrhaus
Das nahe gelegene Pfarrhaus mit seinem Garten und der Einfriedungsmauer (Georgenkirchweg 1) gehört nicht zum Ensemble der St.-Georgs-Kirche. Es stellt ein eigenes geschütztes Kulturdenkmal dar. Es ist ein stattlicher, breit gelagerter Bau und besitzt eine sichtbare Fachwerkkonstruktion im Obergeschoss. Es ist bau- und ortsgeschichtlich von Bedeutung.

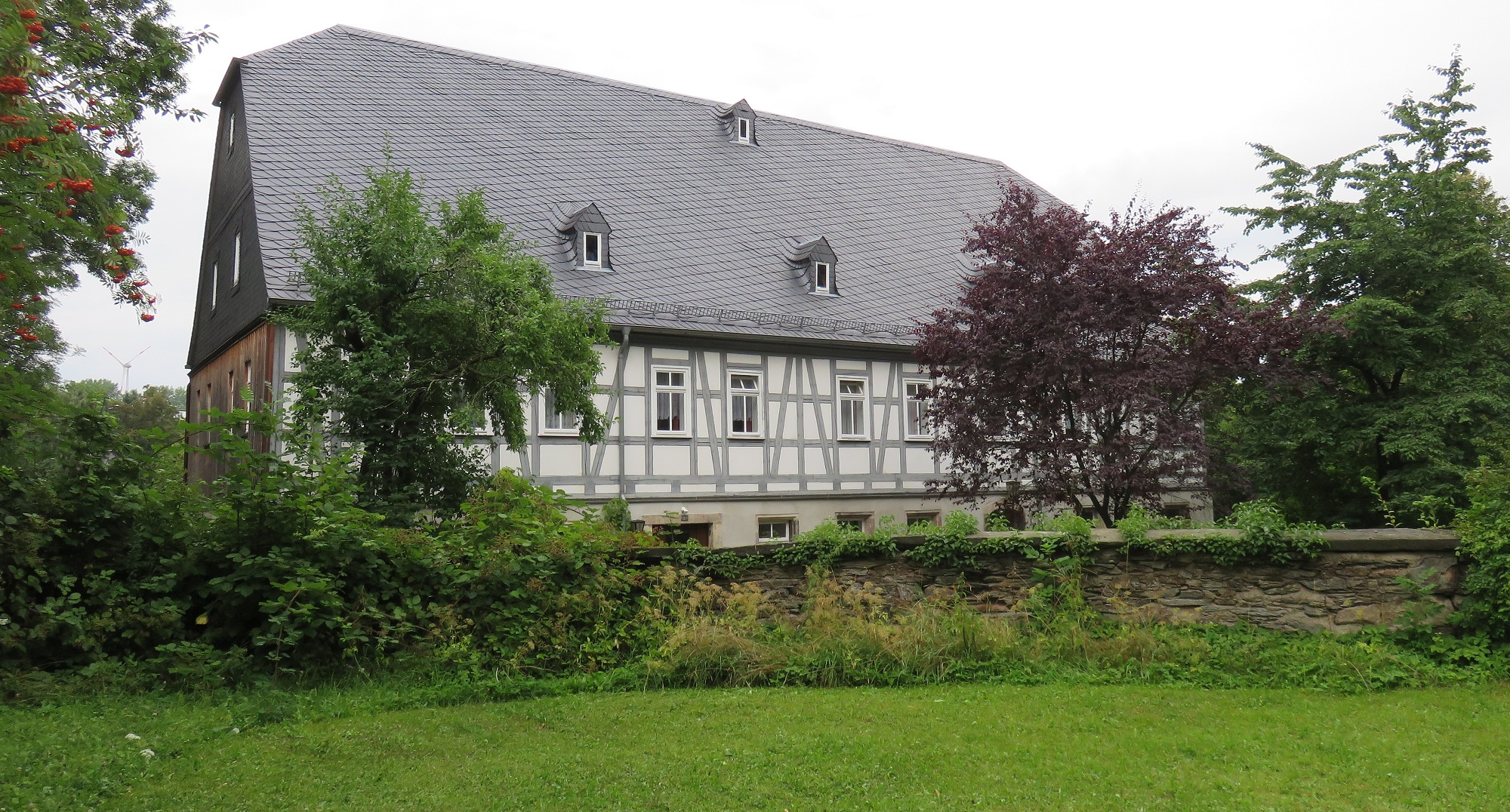
Gesamtansicht des Pfarrhauses
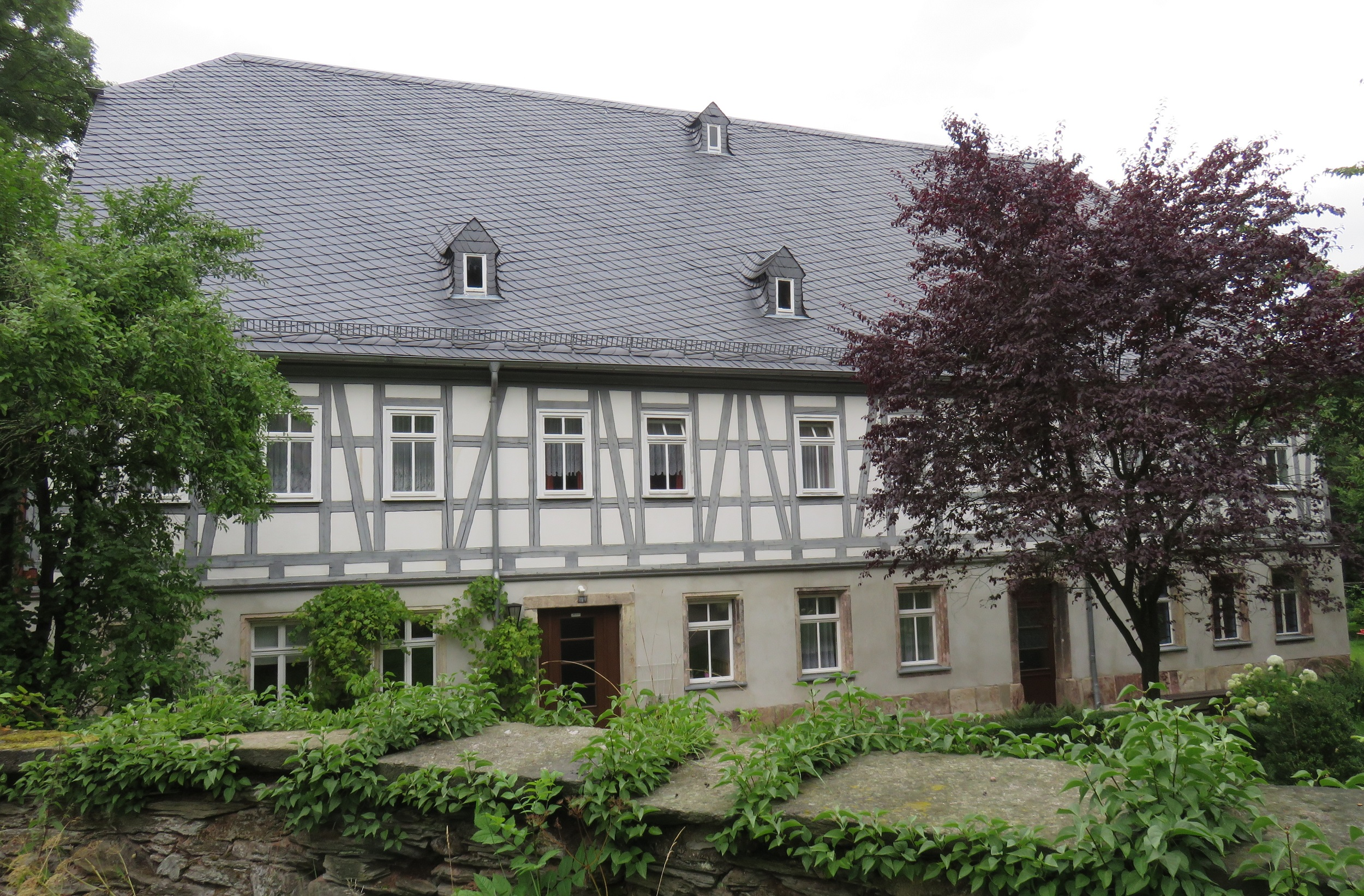
Traufseite mit zwei Türen
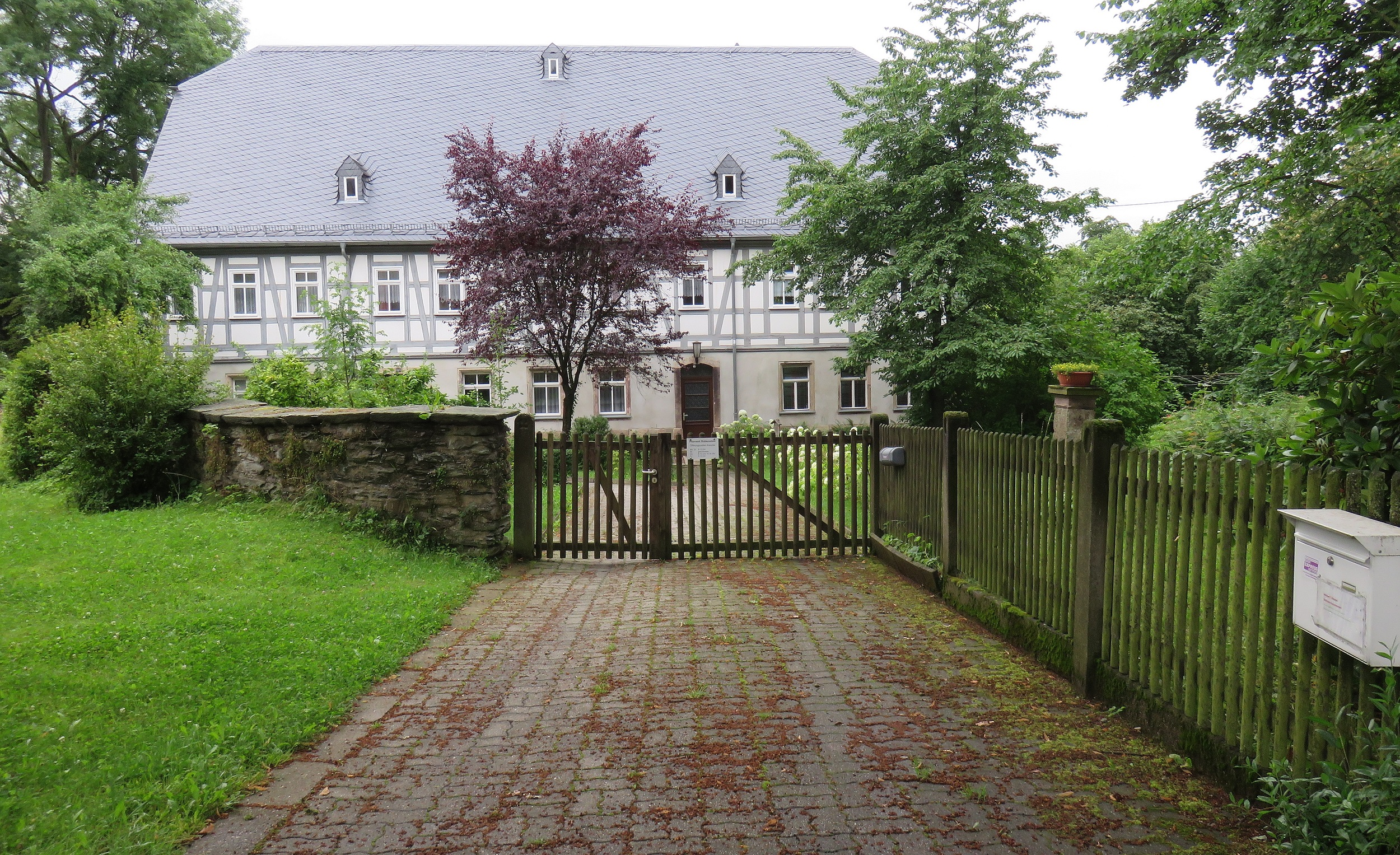
Eingang zum Pfarrhaus